# Élections législatives de 2007 en Basse-Normandie
 (septembre 2023).
Si vous disposez d'ouvrages ou d'articles de référence ou si vous connaissez des sites web de qualité traitant du thème abordé ici, merci de compléter l'article en donnant les références utiles à sa vérifiabilité et en les liant à la section « Notes et références ».
La Basse-Normandie a traditionnellement été un fief de centre-droit, et notamment de l'UDF dans le Calvados, le conseil régional ne basculant à gauche qu'au cours de la  « vague rose » des régionales de 2004. Ainsi, les trois conseils généraux, la préfecture régionale et principale ville de la Région (Caen), les deux autres préfectures départementales (Saint-Lô et Alençon) et toutes les sous-préfectures, à l'exception d'Argentan dans l'Orne et de Cherbourg-Octeville dans la Manche, sont dirigées par la droite. De plus, lors de la XIIe législature, tous les députés de la région étaient de droite (dont deux UDF dans le Calvados) et il n'y a qu'un sénateur socialiste (dans la Manche). Mais lors de la XIe législature de 1997-2002, pourtant dominée par une majorité de gauche, il n'y avait qu'un député socialiste sur cinq dans la Manche et aucun dans l'Orne, et bien que dans le Calvados en revanche cinq des six députés étaient socialistes.
Lors de l'élection présidentielle de 2007, Nicolas Sarkozy a obtenu dans la région 30,84 % des suffrages, devant les 22,99 % de Ségolène Royal et les 20,23 % de François Bayrou, et au second tour le candidat de l'UMP a battu son adversaire socialiste avec 54,21 % contre 45,79 %, avec des scores particulièrement élevés dans la Manche (56,17 % pour Sarkozy) et l'Orne (57,66 %). Dans le Calvados en revanche le score fut plus serré, avec 51,18 % pour Nicolas Sarkozy et 48,82 % pour Ségolène Royal, essentiellement du fait que Caen, comme beaucoup d'autres villes moyennes, a alors voté de manière assez importante pour la socialiste (arrivée en tête au 1er tour avec 31,28 % puis battant Sarkozy au second tour avec 55,6 % contre 44,4 %). Ainsi, si les législatives n'augurent que peu de surprises dans la Manche ou dans l'Orne, le Calvados pourrait y être plus disputé et le nouveau Mouvement démocrate de François Bayrou a des chances d'y faire une percée et les socialistes peuvent y maintenir l'équilibre, d'autant que Philippe Duron, le « tombeur » de la majorité de droite au conseil régional en 2004, s'est personnellement impliqué en se portant candidat dans la 1re circonscription (qu'il avait détenu de 1997 à 2002).

## 14:Calvados
Parmi les six députés élus en 2002, il y avait quatre UMP (1re, 4e, 5e et 6e circonscriptions) et deux UDF (2e et 3e circonscriptions).

### 1recirconscription
| Nom du candidat | Parti                                                                          | Résultats 1er tour | Résultats 1er tour | Résultats 2e tour | Résultats 2e tour |
| Nom du candidat | Parti                                                                          | Voix               | %                  | Voix              | %                 |
| --- | ------------------------------------------------------------------------------ | ------------------ | ------------------ | ----------------- | ----------------- |
| Brigitte Le Brethon, sortante, maire de Caen | Union pour un mouvement populaire                                              |                    |                    |                   |                   |
| Philippe Duron, président de la région Basse-Normandie, ancien député de la circonscription                                                            | Parti socialiste                                                               |                    |                    |                   |                   |
| Christophe Delecroix | Union pour la démocratie française-Mouvement démocrate                         |                    |                    |                   |                   |
| Marie-Jeanne Gobert, conseillère municipale d'opposition de Caen, conseillère régionale et première secrétaire de la fédération communiste du Calvados | Parti communiste français                                                      |                    |                    |                   |                   |
| Etienne Adam, conseiller municipal d'opposition de Caen                                                                                                | Gauche alternative 2007                                                        |                    |                    |                   |                   |
| Annie Anne, conseillère municipale d'opposition de Caen                                                                                                | Les Verts                                                                      |                    |                    |                   |                   |
| Michel Moisan | Ligue communiste révolutionnaire                                               |                    |                    |                   |                   |
| Martine Frémont, conseillère municipale de la majorité de Caen                                                                                         | divers droite                                                                  |                    |                    |                   |                   |
| Jérémy Folly | La Gauche en Avant (LGA) (divers gauche)                                       |                    |                    |                   |                   |
| Yves Aurby, fédéraliste européen et militant pour l'espéranto)                                                                                         | Union des candidats émergents (UCE) et La France en Action (divers écologiste) |                    |                    |                   |                   |

### 2ecirconscription
| Nom du candidat | Parti                            | Résultats 1er tour | Résultats 1er tour | Résultats 2e tour | Résultats 2e tour |
| Nom du candidat | Parti                            | Voix               | %                  | Voix              | %                 |
| --- | -------------------------------- | ------------------ | ------------------ | ----------------- | ----------------- |
| Rodolphe Thomas, Union pour la démocratie française, sortant, soutenu par l'Union pour un mouvement populaire           | Parti social libéral européen    |                    |                    |                   |                   |
| Laurence Dumont, conseillère municipale d'opposition de Caen, ancienne député pour la 5e circonscription de 1997 à 2002 | Parti socialiste                 |                    |                    |                   |                   |
| Gérard Leneveu | Parti communiste français        |                    |                    |                   |                   |
| Alain Gruenais | Les Verts                        |                    |                    |                   |                   |
| Cynthia Colosio | Ligue communiste révolutionnaire |                    |                    |                   |                   |
| Bernard Crouzille, divers droite librement associé à l'UMP, majorité présidentielle                                     | CNI                              |                    |                    |                   |                   |

### 3ecirconscription
| Nom du candidat | Parti                                                                             | Résultats 1er tour | Résultats 1er tour | Résultats 2e tour | Résultats 2e tour |
| Nom du candidat | Parti                                                                             | Voix               | %                  | Voix              | %                 |
| --- | --------------------------------------------------------------------------------- | ------------------ | ------------------ | ----------------- | ----------------- |
| Claude Leteurtre, Union pour la démocratie française, sortant, soutenu par l'Union pour un mouvement populaire                                                                        | Parti social libéral européen                                                     |                    |                    |                   |                   |
| Clotilde Valter, conseillère municipale d'opposition de Lisieux, conseillère générale pour le canton de Lisieux-2, déjà candidate aux législatives en 2002 dans cette circonscription | Parti socialiste                                                                  |                    |                    |                   |                   |
| Eric Lehéricy, 2e adjoint au maire de Lisieux chargé de l'intercommunalité, du tourisme, des associations, des animations et des sports, candidat déjà aux législatives de 2002       | divers droite proche de l'Union pour un mouvement populaire et de Nicolas Sarkozy |                    |                    |                   |                   |
| Serge Loiseau, conseiller municipal d'opposition de Lisieux | Parti communiste français                                                         |                    |                    |                   |                   |
| Laurence Morand | Les Verts                                                                         |                    |                    |                   |                   |
| Brigitte Jacob | Ligue communiste révolutionnaire                                                  |                    |                    |                   |                   |
| Patrick Bunel, divers droite librement associé à l'UMP, majorité présidentielle | CNI                                                                               |                    |                    |                   |                   |
| Marie-Claude Herboux, déjà candidate en 2002 | Gauche alternative 2007                                                           |                    |                    |                   |                   |
| Jacques Bessin | La France en action                                                               |                    |                    |                   |                   |
| Sylviane Pottier | Ligue nationaliste (extrême droite)                                               |                    |                    |                   |                   |

### 4ecirconscription
| Nom du candidat                                               | Parti                                                  | Résultats 1er tour | Résultats 1er tour | Résultats 2e tour | Résultats 2e tour |
| Nom du candidat                                               | Parti                                                  | Voix               | %                  | Voix              | %                 |
| ------------------------------------------------------------- | ------------------------------------------------------ | ------------------ | ------------------ | ----------------- | ----------------- |
| Nicole Ameline, députée élue en 1991                          | Union pour un mouvement populaire                      | 26446              | 53,37 %            | ELUE 1ER TOUR     |                   |
| Damien Cesselin, conseiller municipal d'opposition de Cabourg | Parti socialiste                                       | 10613              | 21,42 %            |                   |                   |
| Frédéric Chazal, maire de Sallenelles                         | Union pour la démocratie française-Mouvement démocrate | 2675               | 5,4 %              |                   |                   |
| Pierre Mouraret, conseiller régional                          | Parti communiste français                              | 2307               | 4,66 %             |                   |                   |
| Nicole Fernandez-Bravo                                        | Les Verts                                              | 1271               | 2,56 %             |                   |                   |
| Michel Sidortchouk                                            | Ligue communiste révolutionnaire                       | 704                | 1,42 %             |                   |                   |
| Christophe Ménard, majorité presidentielle                    | CNI divers droite librement associé à l'UMP            | 704                | 2,94 %             |                   |                   |
| Georges Marchand                                              | Ligue nationaliste (extrême droite)                    | 255                | 0,51 %             |                   |                   |
| Emmanuel Marie                                                | CPNT                                                   | 1459               | 2,94 %             |                   |                   |
| Magda Maffezzoli                                              | La France en action                                    | 359                | 0,72 %             |                   |                   |
| David Simhon                                                  | Alternative libérale                                   | 58                 | 0,12 %             |                   |                   |
| Patrick Poirot-Bourdain                                       | Lutte ouvrière                                         | 400                | 0,81 %             |                   |                   |
| Colette Gadiot                                                | Front national                                         | 1830               | 3,69 %             |                   |                   |
| Maryse Bouvard                                                | Mouvement pour la France                               | 747                | 1,51 %             |                   |                   |

### 5ecirconscription
| Nom du candidat                                                        | Parti                                                  | Résultats 1er tour | Résultats 1er tour | Résultats 2e tour | Résultats 2e tour |
| Nom du candidat                                                        | Parti                                                  | Voix               | %                  | Voix              | %                 |
| ---------------------------------------------------------------------- | ------------------------------------------------------ | ------------------ | ------------------ | ----------------- | ----------------- |
| Jean-Marc Lefranc, sortant                                             | Union pour un mouvement populaire                      | 30 266             | 48,43              | 33 842            | 55,69             |
| Nathalie Le Moal                                                       | Parti socialiste                                       | 15 831             | 25,33              | 26 931            | 44,31             |
| Didier Bergar                                                          | Communistes                                            | 334                | 0,53               |                   |                   |
| Alain Champain                                                         | Génération écologie                                    | 426                | 0,68               |                   |                   |
| Christine Delecroix                                                    | Union pour la démocratie française-Mouvement démocrate | 5 310              | 8,50               |                   |                   |
| France Devigne                                                         | La France en action                                    | 373                | 0,60               |                   |                   |
| Caroline de Villiers                                                   | Mouvement pour la France                               | 446                | 0,71               |                   |                   |
| Micheline Dumesges                                                     | Mouvement national républicain                         | 251                | 0,40               |                   |                   |
| Valérie Dupont                                                         | Front national                                         | 2 117              | 3,39               |                   |                   |
| Pascal Blanchetier                                                     | Mouvement républicain et citoyen                       | 250                | 0,40               |                   |                   |
| Thierry Besnard                                                        | Parti communiste français                              | 1 023              | 1,64               |                   |                   |
| Olivier Joliton, déjà candidat en 2002 mais dans la 6e circonscription | Les Verts                                              | 1 888              | 3,02               |                   |                   |
| Charline Joliveau                                                      | Lutte ouvrière                                         | 450                | 0,72               |                   |                   |
| Paul Marie                                                             | Chasse, pêche, nature et traditions                    | 1 596              | 2,55               |                   |                   |
| Sylvaine Ramond                                                        | Ligue communiste révolutionnaire                       | 1 035              | 1,66               |                   |                   |
| Stéphane Royer                                                         | Gauche alternative 2007                                | 893                | 1,43               |                   |                   |

### 6ecirconscription
| Nom du candidat | Parti                                                  | Résultats 1er tour | Résultats 1er tour | Résultats 2e tour | Résultats 2e tour |
| Nom du candidat | Parti                                                  | Voix               | %                  | Voix              | %                 |
| --- | ------------------------------------------------------ | ------------------ | ------------------ | ----------------- | ----------------- |
| Jean-Yves Cousin, sortant, maire de Vire | Union pour un mouvement populaire                      | 26012              | 46.88              | 30064             | 54.83             |
| Alain Tourret, soutenu par le Parti socialiste, 59 ans, vice-président du conseil régional, maire de Moult, ancien député de la circonscription de 1997 à 2002 | Parti radical de gauche                                | 16248              | 29.28              | 24770             | 45.17             |
| Franck Lelievre | Union pour la démocratie française-Mouvement démocrate | 3635               | 6.55               |                   |                   |
| Claudine Carin, vice-présidente du conseil régional | Parti communiste français                              | 682                | 1.23               |                   |                   |
| Pascal Giloire, conseiller municipal de Cesny-aux-Vignes, délégué au Conseil national des Verts et secrétaire départemental des Verts Calvados                 | Les Verts                                              | 1640               | 2.96               |                   |                   |
| Gérard Leroy | Ligue communiste révolutionnaire                       | 1222               | 2.20               |                   |                   |
| Michel Menneson | Alternative libérale                                   | 52                 | 0.09               |                   |                   |
| Anne Flambard | Gauche alternative 2007                                | 545                | 0.98               |                   |                   |

## 50:Manche
Les cinq députés élus en 2002 étaient tous UMP.

### 1recirconscription
À Saint-Lô, c'est Ségolène Royal qui s'est imposée à la fois au 1er et au 2e tour, mais sur l'ensemble de la circonscription Nicolas Sarkozy l'a emporté avec une assez large avance (54,89 %). Toutefois, tout n'est pas joué, du fait de la présence d'une candidature dissidente à droite :
| Nom du candidat | Parti                                                  | Résultats 1er tour | Résultats 1er tour | Résultats 2e tour | Résultats 2e tour |
| Nom du candidat | Parti                                                  | Voix               | %                  | Voix              | %                 |
| --- | ------------------------------------------------------ | ------------------ | ------------------ | ----------------- | ----------------- |
| Philippe Gosselin, 41 ans, maire de Remilly-sur-Lozon, suppléant du député sortant Jean-Claude Lemoine qui a décidé de ne pas se représenter | Union pour un mouvement populaire                      |                    |                    |                   |                   |
| Jean-Karl Deschamps, 41 ans, vice-président du conseil régional, conseiller municipal d'opposition de Saint-Lô, déjà candidat en 2002        | Parti socialiste                                       |                    |                    |                   |                   |
| Michel Lelandais, 65 ans | Union pour la démocratie française-Mouvement démocrate |                    |                    |                   |                   |
| François Brière, candidat dissident, 34 ans, conseiller général pour le canton de Saint-Lô-Ouest, adjoint au maire de Saint-Lô               | Union pour un mouvement populaire                      |                    |                    |                   |                   |
| Fernand Le Rachinel | Front national                                         |                    |                    |                   |                   |
| Dominique Jouin, conseillère municipale d'opposition de Saint-Lô                                                                             | Parti communiste français                              |                    |                    |                   |                   |
| Alain Ozouf, 51 ans, conseiller municipal de Saint-Jean-de-Daye                                                                              | Parti radical de gauche                                |                    |                    |                   |                   |
| Pascal Poisson, conseiller municipal d'opposition de Saint-Lô                                                                                | Les Verts                                              |                    |                    |                   |                   |
| Jacky Hébert | Ligue communiste révolutionnaire                       |                    |                    |                   |                   |

### 2ecirconscription
Dans cette circonscription le candidat sortant René André en place depuis 1983 ne se présente pas. Pour le remplacer, l'Union pour un mouvement populaire a investi l'ancien ministre Philippe Bas. Le maire UMP d'Avranches Guénhaël Huet, quitte le parti et maintien sa propre candidature sous l'étiquette Divers droite. Pour la 1re fois, cette circonscription se joue au 2e tour
| Nom du candidat | Parti                                                  | Résultats 1er tour | Résultats 1er tour | Résultats 2e tour | Résultats 2e tour |
| Nom du candidat | Parti                                                  | Voix               | %                  | Voix              | %                 |
| --- | ------------------------------------------------------ | ------------------ | ------------------ | ----------------- | ----------------- |
| Guénhaël Huet, 50 ans, candidat dissident, maire d'Avranches, conseiller général pour le canton d'Avranches, vice-président du conseil général | Dissident Union pour un mouvement populaire            | 15 261             | 31,37              | 25 528            | 57,86             |
| Philippe Bas, présenté en remplacement du sortant René André nommé à la Cour des comptes                                                       | Union pour un mouvement populaire                      | 16 388             | 33,68              | 18 593            | 42,14             |
| Frédérique Heurguier, 48 ans, conseillère régionale                                                                                            | Parti socialiste                                       | 6 926              | 14,24              |                   |                   |
| Lydie Crespin, 46 ans, conseillère municipale d'Angey                                                                                          | Union pour la démocratie française-Mouvement démocrate | 2 648              | 5,44               |                   |                   |
| François Dufour, Collectifs Antilibéraux. | Altermondialiste- Gauche alternative 2007              | 2 382              | 4,90               |                   |                   |
| Elisabeth Touzot | Front national                                         | 1 176              | 2,42               |                   |                   |
| Didier Lecolazet | Chasse, pêche, nature et traditions                    | 1 114              | 2,29               |                   |                   |
| Bernard Daragon | Ligue communiste révolutionnaire                       | 649                | 1,33               |                   |                   |
| Chantal Derouf | Mouvement écologiste indépendant                       | 610                | 1,25               |                   |                   |
| Marc Brière | Parti communiste français                              | 426                | 0,88               |                   |                   |
| Anne Berneur | Mouvement pour la France                               | 419                | 0,86               |                   |                   |
| Idilo Valdenebro | Lutte ouvrière                                         | 346                | 0,71               |                   |                   |
| Bénédicte Brodin | La France en action                                    | 306                | 0,63               |                   |                   |

### 3ecirconscription
| Nom du candidat                                                                                          | Parti                                                  | Résultats 1er tour | Résultats 1er tour | Résultats 2e tour | Résultats 2e tour |
| Nom du candidat                                                                                          | Parti                                                  | Voix               | %                  | Voix              | %                 |
| --- | ------------------------------------------------------ | ------------------ | ------------------ | ----------------- | ----------------- |
| Alain Cousin, sortant                                                                                    | Union pour un mouvement populaire                      |                    |                    |                   |                   |
| Danièle Jourdain-Menninger, conseillère municipale d'opposition de Granville, fut déjà candidate en 2002 | Parti socialiste                                       |                    |                    |                   |                   |
| Etienne Savary                                                                                           | Union pour la démocratie française-Mouvement démocrate |                    |                    |                   |                   |
| Jean-Luc Michel, conseiller municipal et communautaire d'opposition de Coutances                         | Parti radical de gauche                                |                    |                    |                   |                   |
| Daniel Roquet                                                                                            | Parti communiste français                              |                    |                    |                   |                   |
| Christiane Durchon, conseillère régionale, conseillère municipale d'opposition de Coutances              | Les Verts                                              |                    |                    |                   |                   |
| Anne-Marie Legoubé, Gauche alternative 2007                                                              | Altermondialiste                                       |                    |                    |                   |                   |
| Éric Verdier                                                                                             | Ligue communiste révolutionnaire                       |                    |                    |                   |                   |

### 4ecirconscription
| Nom du candidat                                                                                    | Parti | Résultats 1er tour | Résultats 1er tour | Résultats 2e tour | Résultats 2e tour |
| Nom du candidat                                                                                    | Parti | Voix               | %                  | Voix              | %                 |
| -------------------------------------------------------------------------------------------------- | --- | ------------------ | ------------------ | ----------------- | ----------------- |
| Claude Gatignol, sortant                                                                           | Union pour un mouvement populaire |                    |                    |                   |                   |
| Yveline Druez, maire d'Urville-Nacqueville                                                         | Parti socialiste |                    |                    |                   |                   |
| Damien Fortin                                                                                      | Union pour la démocratie française-Mouvement démocrate                                                                               |                    |                    |                   |                   |
| Marc Lefèvre, maire et conseiller général de Sainte-Mère-Église, vice-président du conseil général | proche Union pour un mouvement populaire mais officiellement divers droite (candidat « pour constituer une majorité présidentielle » |                    |                    |                   |                   |
| Patrice Pillet, candidat dissident, conseiller général pour le canton de Bricquebec                | Union pour un mouvement populaire |                    |                    |                   |                   |
| Jean-Marc Joly, secrétaire départemental des Verts de la Manche                                    | Les Verts |                    |                    |                   |                   |
| Chantal Girres                                                                                     | Ligue communiste révolutionnaire |                    |                    |                   |                   |

### 5ecirconscription
| Nom du candidat                                                                                       | Parti                                                  | Résultats 1er tour | Résultats 1er tour | Résultats 2e tour | Résultats 2e tour |
| Nom du candidat                                                                                       | Parti                                                  | Voix               | %                  | Voix              | %                 |
| --- | ------------------------------------------------------ | ------------------ | ------------------ | ----------------- | ----------------- |
| Jean Lemière, sortant                                                                                 | Union pour un mouvement populaire                      | 15 767             | 36,62              |                   |                   |
| Bernard Cazeneuve, maire de Cherbourg-Octeville et ancien député de la circonscription de 1997 à 2002 | Parti socialiste                                       | 18 169             | 42,20              |                   |                   |
| Florence Perouas, 48 ans, commandant du port de Cherbourg                                             | Union pour la démocratie française-Mouvement démocrate | 2 486              | 5,77               |                   |                   |
| Jean-Claude Magalhaes, adjoint au maire de Cherbourg-Octeville                                        | Les Verts                                              | 1 352              | 3,14               |                   |                   |
| Nathalie Ménard                                                                                       | Ligue communiste révolutionnaire                       | 1 080              | 2,51               |                   |                   |
| Alain Civilise                                                                                        | parti communiste français                              | 1 027              | 2,39               |                   |                   |
| Micheline Guillotte                                                                                   | Front national                                         | 1 408              | 3,27               |                   |                   |
| Denis Lemercier                                                                                       | Extrême gauche                                         | 113                | 0,26               |                   |                   |
| Christian Lerouvillois                                                                                | Extrême gauche                                         | 474                | 1,10               |                   |                   |
| Armand Ferey                                                                                          | CPNT                                                   | 636                | 1,48               |                   |                   |
| Tatiana Junod                                                                                         | Divers                                                 | 179                | 0,42               |                   |                   |
| Michel Baupin                                                                                         | Divers droite                                          | 367                | 0,85               |                   |                   |

## 61:Orne
Les trois  députés élus en 2002 étaient tous UMP.

### 1recirconscription
| Nom du candidat                                                 | Parti                             | Résultats 1er tour | Résultats 1er tour | Résultats 2e tour | Résultats 2e tour |
| Nom du candidat                                                 | Parti                             | Voix               | %                  | Voix              | %                 |
| --------------------------------------------------------------- | --------------------------------- | ------------------ | ------------------ | ----------------- | ----------------- |
| Yves Deniaud, sortant                                           | Union pour un mouvement populaire |                    |                    |                   |                   |
| Stéphane Thérou                                                 | UDF-Mouvement démocrate           |                    |                    |                   |                   |
| Joaquim Pueyo, conseiller général d'Alençon-I, maire de Livaie  | Parti socialiste                  |                    |                    |                   |                   |
| Murielle Le Baccon                                              | Les Verts                         |                    |                    |                   |                   |
| Christine Coulon, conseillère municipale d'opposition d'Alençon | Ligue communiste révolutionnaire  |                    |                    |                   |                   |

### 2ecirconscription
| Nom du candidat                                                                            | Parti                             | Résultats 1er tour | Résultats 1er tour | Résultats 2e tour | Résultats 2e tour |
| Nom du candidat                                                                            | Parti                             | Voix               | %                  | Voix              | %                 |
| ------------------------------------------------------------------------------------------ | --------------------------------- | ------------------ | ------------------ | ----------------- | ----------------- |
| Jean-Claude Lenoir, sortant                                                                | Union pour un mouvement populaire |                    |                    |                   |                   |
| Jean Sellier                                                                               | UDF-Mouvement démocrate           |                    |                    |                   |                   |
| Anne-Marie Moretti, conseillère municipale d'opposition de L'Aigle, déjà candidate en 2002 | Parti socialiste                  |                    |                    |                   |                   |
| Caroline Quazzo                                                                            | Les Verts                         |                    |                    |                   |                   |
| Agnès Bourdeau-Montier                                                                     | Ligue communiste révolutionnaire  |                    |                    |                   |                   |

### 3ecirconscription
| Nom du candidat                                              | Parti                                      | Résultats 1er tour | Résultats 1er tour | Résultats 2e tour | Résultats 2e tour |
| Nom du candidat                                              | Parti                                      | Voix               | %                  | Voix              | %                 |
| ------------------------------------------------------------ | ------------------------------------------ | ------------------ | ------------------ | ----------------- | ----------------- |
| Sylvia Bassot, sortante                                      | Union pour un mouvement populaire          | 24226              | 52,07              |                   |                   |
| Frédéric Léveillé                                            | Parti socialiste                           | 12074              | 25,95              |                   |                   |
| Xavier Jaglin, conseiller général du canton d'Argentan-Ouest | Union pour la démocratie française - MoDem | 2996               | 6,44               |                   |                   |
| Bruno Bertoli                                                | Les Verts                                  | 1659               | 3,57               |                   |                   |
| Grégory Cordurié                                             | Ligue communiste révolutionnaire           | 832                | 1,79               |                   |                   |
| Brigitte Lecoeur                                             | Front national                             | 1984               | 4,26               |                   |                   |
| Jean Chatelais                                               | Parti communiste français                  | 995                | 2,14               |                   |                   |
| Marie-Ange Niel                                              | Chasse, pêche, nature et traditions        | 600                | 1,29               |                   |                   |
| Camille Helleu                                               | Lutte ouvrière                             | 437                | 0,94               |                   |                   |
| Jeannine Guillot                                             | Mouvement pour la France                   | 409                | 0,88               |                   |                   |
| Dominique Baloche                                            | La France en Action                        | 316                | 0,68               |                   |                   |